# Белль та Себастьян (фільм)
«Белль та Себастьян» (фр. Belle et Sébastien) — французький фільм 2013 року режисера Ніколя Ваньє за однойменною книгою Сесіль Обрі. У 2015 році на екрани вийшла друга частина під назвою «Белль та Себастьян: Пригода триває», а в 2017-му році — третя частина «Белль та Себастьян: Друзі навіки».

## Сюжет
У селі Сен-Мартен у Французьких Альпах семирічний хлопчик-сирота Себастьян живе у прийомного дідуся Сезара та його племінниці Анжеліни.
Дія фільму відбувається у 1943 році; жителі селища, незважаючи на німецьку окупацію, нелегально організують перехід єврейських біженців до Швейцарії.
Худоба сільських жителів, у тому числі Сезара, що пасуться на альпійських луках, піддається нападам загадкового «звіра», і пастухам не завжди вдається вберегти тварин в отарі. Та й люди живуть у страху, побоюючись потрапити на очі невідомого хижака.
Маленький Себастьян почувається самотнім, тужить за мамою. Він вважає, що вона перебралася до Америки, перейшовши через Альпи, і цілими днями бродить у горах. Одного разу, повертаючись додому, хлопчик зустрічає величезного дикого собаку (її грає тварина породи піренейський гірський собака). Він здогадується — вона і є те саме «чудовисько», про яке говорять горяни. Себастьян не поспішає потоваришувати з твариною, але поступово між ними виникають взаємні довіра та прихильність. Дитина називає чотирилапу приятельку «Белль» (красуня): після того як біла вовна була очищена від бруду, собака виявилася надзвичайно красивою. Себастьян вирішує зберегти свою дружбу з Белль таємно, щоб захистити її.

## У ролях
- Фелікс Боссюе — Себастьян
- Чеки Каріо — Сезар
- Марго Шательє[fr] — Анжеліна
- Дмитро Сторож — доктор Гійом
- Урбен Кансельє[fr] — мер
- Андреас Пічман — лейтенант Пітер Браун
- Мехді Ель Глауї[fr] — Андре
- Палома Пальма — Естер

## Нагороди
- Фільм брав участь у кінофестивалях, переміг та отримав три нагороди.[7] Зокрема, був визнаний найкращим фільмом 2014 року на Міжнародному кінофестивалі в Україні «Чілдрен КіноФест»[8].